# Pavel Katenine
Pavel Alexandrovitch Katenine (en russe : Павел Александрович Катенин), né le 11 (22) décembre 1792 dans le village de Chaïovo (gouvernement de Kostroma) et mort le 23 mai (4 juin) 1853 au même endroit, est un poète russe proche du mouvement décabriste. Il a admiré  Pierre Corneille et Jean Racine au détriment de  William Shakespeare.

## Œuvres
- L'Étudiant, comédie en prose, 1817, avec Alexandre Griboïedov.
- Traduction en russe du Cid de Pierre Corneille, en 1822.